# Daan Bovenberg
Daan Bovenberg (Utrecht, 25 oktober 1988) is een Nederlands voormalig betaald voetballer die als verdediger speelde. Hij stopte op zijn 27ste met profsport om zich te richten op zijn maatschappelijke carrière. Later ging hij aan de slag als directeur in het betaald voetbal bij zijn oude club Excelsior.

## Carrière

### Voetballer
Bovenberg doorliep de gehele jeugdopleiding van Excelsior. In het seizoen 2007-2008 werd hij aan de hoofdselectie toegevoegd en maakte hij zijn debuut in het betaald voetbal, tegen Willem II. De carrière van Bovenberg raakte in een stroomversnelling na promotie van Excelsior naar de Eredivisie in 2010. In het daaropvolgende seizoen maakte hij in alle competities bij elkaar tien doelpunten en verdiende hij een transfer naar Utrecht
Bovenberg zette op 25 augustus 2011 zijn handtekening onder een vierjarig contract bij de Utrechters. Hij werd de vervanger van de vertrokken Tim Cornelisse. In Utrecht raakte hij langdurig geblesseerd en verloor hij daarna de concurrentiestrijd voor de rechtsbackpositie van Mark van der Maarel. Hierop tekende hij op 31 januari een contract bij N.E.C., waar hij herenigd werd met zijn oude trainer Alex Pastoor.
Bovenbergs verblijf bij N.E.C. werd geen succes. Na tien competitieduels in de hoofdmacht werd op 31 januari 2014 zijn contract ontbonden. In de periode 2014-2016 kwam Bovenberg wederom uit voor het opnieuw naar de Eredivisie gepromoveerde Excelsior. Nadat het hem en zijn teamgenoten twee keer lukte om zich te behouden in de Eredivisie stopte hij met betaald voetbal om zich te richten op zijn "persoonlijke ontwikkeling buiten de sport".

### Maatschappelijk
Bovenberg combineerde zijn voetbalcarrière met een universitaire opleiding. Na het behalen van zijn gymnasiumdiploma aan het Erasmiaans Gymnasium behaalde hij zowel zijn bachelor als master bedrijfskunde aan de Erasmus Universiteit. Bij zijn transfer naar FC Utrecht in 2011 gaf Bovenberg een deel van zijn transfersom weg aan een goed doel. In datzelfde jaar werd hij genomineerd voor de titel 'Meest maatschappelijk betrokken speler van de Eredivisie'.

### Bestuurder
Na afloop van zijn carrière en het afronden van zijn studies ging Bovenberg aan de slag bij zijn oude club Excelsior. Hier werd hij de opvolger van de naar Groningen vertrokken Wouter Gudde als commercieel directeur van de club. Na het vertrek van algemeen directeur Ferry de Haan naar Heerenveen in 2021 schoof Bovenberg door naar die functie. Hiermee werd hij de jongste algemeen directeur in het betaald voetbal.

## Statistieken
| Seizoen         | Club            | Duels | Goals | Competitie     |
| --------------- | --------------- | ----- | ----- | -------------- |
| 2007/08         | Excelsior       | 2     | 0     | Eredivisie     |
| 2008/09         | Excelsior       | 11    | 0     | Eerste divisie |
| 2009/10         | Excelsior       | 12    | 0     | Eerste divisie |
| 2010/11         | Excelsior       | 31    | 6     | Eredivisie     |
| 2011/12         | Excelsior       | 3     | 0     | Eredivisie     |
| 2011/12         | FC Utrecht      | 16    | 3     | Eredivisie     |
| 2012/13         | FC Utrecht      | 1     | 0     | Eredivisie     |
| 2012/13         | N.E.C.          | 7     | 0     | Eredivisie     |
| 2013/14         | N.E.C.          | 3     | 0     | Eredivisie     |
| 2014/15         | Excelsior       | 19    | 2     | Eredivisie     |
| 2015/16         | Excelsior       | 16    | 1     | Eredivisie     |
| Carrière totaal | Carrière totaal | 121   | 12    |                |